# 아마누엘 요하네스
아마누엘 요하네스 가모(암하라어: አማኑኤል ዮሃንስ ጋ, 1999년 3월 14일 ~ )는 에티오피아의 프로 축구 선수로, 그가 주장을 맡고 있는 에티오피아 프리미어리그 클럽인 에티오피안 커피와 에티오피아 국가대표팀에서 미드필더로 활약하고 있다.

## 구단 경력
요하네스는 2015-16년 시즌 에티오피아 프리미어리그에서 에티오피안 커피에 데뷔했다.

## 국가대표팀 경력
2018년 9월 2일, 요하네스는 1-1로 비긴 부룬디와의 친선 경기에서 에티오피아 국가대표팀 데뷔 전을 치렀다.
2021년 12월 25일, 요하네스는 카메룬에서 열리는 2021년 아프리카 네이션스컵의 에티오피아 국가대표팀 25인에 발탁되었다.
요하네스는 2024년 3월 21일, 레소토와의 친선 경기에서 에티오피아 국가대표팀 첫 골을 넣으며 1-2로 패했다.

## 플레이 스타일
요하네스는 수비를 갈라놓는 패스를 끊임없이 위협하지만, 팀이 공격을 받을 때 수비수들을 돕기 위해 뒤로 추적하는 등 에너지와 훈련을 유지하고 있다.